# Rick Renzi

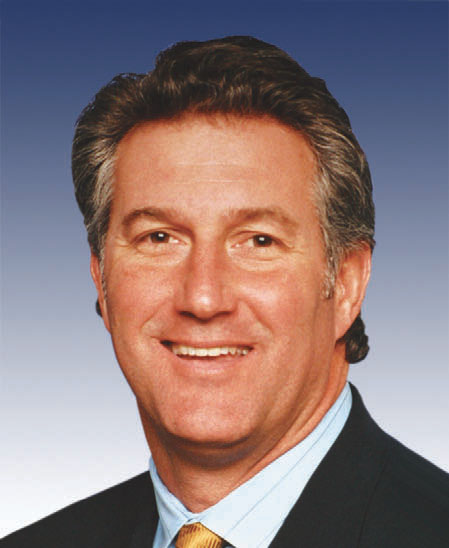
Rick Renzi

Richard George „Rick“ Renzi (* 11. Juni 1958 in Fort Monmouth, Monmouth County, New Jersey) ist ein US-amerikanischer Politiker. Zwischen 2003 und 2009 vertrat er den ersten Wahlbezirk des Bundesstaates Arizona im US-Repräsentantenhaus.

## Frühe Jahre
Rick Renzi besuchte die Buena High School in Sierra Vista (Arizona). Anschließend studierte er bis 1980 an der Northern Arizona University in Flagstaff. Im Jahr 2001 studierte er noch an der Catholic University in Washington Jura. 2002 wurde er als Rechtsanwalt zugelassen. Im Jahr 1989 hat Rick Renzi die Versicherungsgesellschaft Renzi & Company gegründet, die heute "Patriot Insurance Agency" heißt. 1999 verlegte er seinen Hauptwohnsitz von Virginia nach Arizona. Im Jahr 2001 bezog er in Flagstaff ein Eigenheim.

## Politische Laufbahn
Rick Renzi wurde Mitglied der Republikanischen Partei. Bei den Kongresswahlen des Jahres 2002 wurde er mit 49 % der Wählerstimmen gegen George Cordova (46 %) von der Demokratischen Partei als Nachfolger von Jeff Flake in das US-Repräsentantenhaus gewählt. Flake kandidierte zeitgleich erfolgreich für den sechsten Wahlbezirk. Zwei Jahre später schaffte Renzi den erneuten Sprung in den Kongress. Diesmal erreichte er einen Anteil von 59 %, während sein demokratischer Gegenkandidat Paul Babbitt nur 36 % der Wählerstimmen auf sich vereinen konnte. Im Jahr 2006 wurde Renzi mit 52 % der Stimmen gegen Ellen Simon in eine dritte Legislaturperiode gewählt.
In seiner letzten Amtszeit im Kongress geriet Rick Renzi unter Korruptionsverdacht. Im Februar 2008 wurde er wegen 35 Vergehen angeklagt. Als Folge der Anklage verzichtete Renzi auf eine erneute Kandidatur im Jahr 2008. Renzi wurde am 12. Juni 2013 in 17 Fällen für schuldig gesprochen und zu einer Freiheitsstrafe von drei Jahren verurteilt.
Am 20. Januar 2021 wurde Renzi von US-Präsident Donald Trump begnadigt.